# Baradero
Baradero è una cittadina argentina della provincia di Buenos Aires capoluogo del partido omonimo. 

## Geografia
Baradero sorge a 150 km a nord-ovest dalla capitale argentina Buenos Aires e a 159 km a sud-est di Rosario. È situata sulle rive del fiume Baradero, uno dei rami che forma il Paraná nel suo vasto delta.

## Infrastrutture e trasporti
La principale via d'accesso alla città è l'autostrada Buenos Aires-Rosario. 

### Ferrovie
Baradero è dotata di una propria stazione posta lungo la linea Mitre della rete ferroviaria argentina presso la quale fermano i treni a lunga percorrenza per Buenos Aires, Rosario, Córdoba e Tucumán.